# Abu Kamara
Abu Razard Kamara (sinh 1 tháng 4 năm 1997) là một cầu thủ bóng đá Liberia thi đấu cho Rudar Velenje.

## Sự nghiệp câu lạc bộ
Vào tháng 3 năm 2014, Abu Kamara bắt đầu sự nghiệp câu lạc bộ hạng nhất Liberia Ganta Black Stars.
Năm 2016, Kamara ký hợp đồng với đội bóng ở Lao Premier League CSC Champa, anh trở thành vua phá lưới mùa giải 2016.